# Northern 300 1972
Northern 300 1972 var ett stockcarlopp ingående i Nascar Winston Cup Series (nuvarande Nascar Cup Series) som kördes 16 juli 1972 på den 1,5 mile (2,414 km) långa ovalbanan Trenton Speedway i Trenton i New Jersey. Totalt avverkades 300 miles (482,803 km) fördelat på 200 varv. Banunderlaget var asfalt. Loppet vanns av Bobby Allison i en Chevrolet på tiden 2:57.41 körandes för Howard & Egerton Racing. Allisons snitthastighet var 114,03 mph. Det var Allisons 38:e vinst av totalt 85 i karriären. Prispotten uppgick till 35 375 dollar, varav 7 900 dollar gick till segraren.
Det var sista gången cup-serien gästade Trenton Speedway.

## Resultat
| Plc     | Nr | Förare            | Team/ bilägare           | Konstruktör | Start | Varv | Ledda varv |
| ------- | -- | ----------------- | ------------------------ | ----------- | ----- | ---- | ---------- |
| 1       | 12 | Bobby Allison     | Howard & Egerton Racing  | Chevrolet   | 2     | 200  | 0          |
| 2       | 71 | Bobby Isaac       | K&K Insurance Racing     | Dodge       | 1     | 200  | 0          |
| 3       | 43 | Richard Petty     | Petty Enterprises        | Plymouth    | 3     | 199  | 0          |
| 4       | 90 | Fred Lorenzen     | Donlavey Racing          | Ford        | 7     | 197  | 0          |
| 5       | 24 | Cecil Gordon      | Gordon Racing            | Mercury     | 8     | 194  | 0          |
| 6       | 48 | James Hylton      | Hylton Engineering       | Ford        | 11    | 194  | 0          |
| 7       | 92 | Larry Smith       | Harley Smith             | Ford        | 6     | 192  | 0          |
| 8       | 72 | Benny Parsons     | DeWitt Racing            | Mercury     | 4     | 192  | 0          |
| 9       | 47 | Raymond Williams  | Wiliams Racing           | Ford        | 22    | 187  | 0          |
| 10      | 30 | Walter Ballard    | Ballard Racing           | Mercury     | 18    | 186  | 0          |
| 11      | 64 | Elmo Langley      | Langley-Woodfield Racing | Ford        | 17    | 185  | 0          |
| 12      | 7  | Dean Dalton       | Dalton Racing            | Mercury     | 26    | 184  | 0          |
| 13      | 60 | Bob Greeley       | Bob Greeley              | Plymouth    | 28    | 182  | 0          |
| 14      | 77 | Charlie Roberts   | Roberts Racing           | Ford        | 21    | 182  | 0          |
| 15      | 25 | Jabe Thomas       | Robertson Racing         | Plymouth    | 15    | 181  | 0          |
| 16      | 70 | J.D. McDuffie     | McDuffie Racing          | Chevrolet   | 23    | 180  | 0          |
| 17      | 8  | Ed Negre          | Negre Racing             | Dodge       | 12    | 179  | 0          |
| 18      | 96 | Richard Childress | Richard Childress Racing | Chevrolet   | 25    | 177  | 0          |
| 19      | 40 | D.K. Ulrich       | Jasper Motorsports       | Ford        | 30    | 176  | 0          |
| 20      | 34 | Wendell Scott     | Scott Racing             | Ford        | 31    | 171  | 0          |
| 21      | 79 | Frank Warren      | Warren Racing            | Dodge       | 27    | 169  | 0          |
| 22      | 57 | David Ray Boggs   | David Ray Boggs          | Dodge       | 16    | 127  | 0          |
| 23      | 26 | Earl Brooks       | Brooks Racing            | Ford        | 19    | 115  | 0          |
| 24      | 10 | Bill Champion     | Champion Racing          | Ford        | 9     | 107  | 0          |
| 25      | 2  | Dave Marcis       | Marcis Auto Racing       | Dodge       | 5     | 104  | 0          |
| 26      | 66 | Fred Drake        | Blank & Kalashian        | Pontiac     | 33    | 93   | 0          |
| 27      | 06 | Neil Castles      | Neil Castles             | Dodge       | 13    | 85   | 0          |
| 28      | 23 | Ed Hessert        | Robertson Racing         | Plymouth    | 29    | 50   | 0          |
| 29      | 19 | Henley Gray       | Gray Racing              | Ford        | 24    | 33   | 0          |
| 30      | 79 | Bill Shirey       | Bill Shirey              | Plymouth    | 14    | 16   | 0          |
| 31      | 4  | John Sears        | Sears Racing             | Plymouth    | 10    | 15   | 0          |
| 32      | 01 | Earle Canavan     | Canavan Racing           | Plymouth    | 20    | 8    | 0          |
| 33      | 81 | A.J. Cox          | A.J. Cox                 | Dodge       | 32    | 2    | 0          |
| Källor: |    |                   |                          |             |       |      |            |